# Lupinus gredensis
Lupinus gredensis é uma espécie de planta com flor pertencente à família Fabaceae. 
A autoridade científica da espécie é Gand., tendo sido publicada em Bulletin de la Société Botanique de France 48: 413.

## Portugal
Trata-se de uma espécie presente no território português, nomeadamente em Portugal Continental.
Em termos de naturalidade é endémica da Península Ibérica.

## Protecção
Não se encontra protegida por legislação portuguesa ou da Comunidade Europeia.